# Liste von Persönlichkeiten der Stadt Grünsfeld
Diese Liste von Persönlichkeiten der Stadt Grünsfeld zeigt die Bürgermeister, Ehrenbürger, Söhne und Töchter der Stadt Grünsfeld und deren Stadtteile (Grünsfeld mit dem Weiler Hof Uhlberg und den Häusern Riedmühle und Wendels (Englerts)-mühle (früher Neumühle), Grünsfeldhausen, Krensheim, Kützbrunn, Paimar und Zimmern), sowie weitere Persönlichkeiten, die mit Grünsfeld verbunden sind. Die Liste erhebt keinen Anspruch auf Vollständigkeit.

## Bürgermeister
Folgende Personen waren Bürgermeister von Grünsfeld:
- Gernot Irmut, 1425, Kelner (Amtsperson) zu Grünsfeld[1]
- 1985–2013: Alfred Beetz (CDU)[2]
- seit 2013: Joachim Markert (CDU)[2]

## Ehrenbürger
Folgenden Personen, die sich in besonderer Weise um das Wohl oder das Ansehen der Kommune verdient gemacht haben, verlieh die Stadt Grünsfeld das Ehrenbürgerrecht:
- Alfred Beetz, ehemaliger Bürgermeister (verliehen am 25. April 2013)[3]

## Söhne und Töchter der Stadt
Folgende Personen wurden in Grünsfeld (bzw. in einem Stadtteil des heutigen Stadtgebiets von Grünsfeld) geboren:

### 15. Jahrhundert
- Dorothea von Rieneck (* um 1440; † 24. März 1503), Gräfin von Rieneck, Landgräfin von Leuchtenberg und Gräfin von Wertheim
- Johann IV. (Leuchtenberg) (* 1470; † 1. September 1531), Landgraf von Leuchtenberg

### 16. Jahrhundert
- Hans Gerner (1520), Bürger Verkaufsurkunde: Hans Gernert und Hans Mutzig verkaufen dem Fronleichnams-Altar zu Grünsfeld einen Ewigzins auf Gütern daselbst

### 18. Jahrhundert
- Engelbert Schäffner (1687–1752), Abt des Klosters Bronnbach
- Johann Nicolaus Thomann (* 13. April 1764; † 24. März 1805 in Würzburg), promoviert 1788 unter dem Präsidium von Adam Andreas Senfft unter anderem Hofmedicus in Mergentheim, Medizinprofessor und Klinikvorstand am Juliusspital[4][5]

### 19. Jahrhundert
- Adolf Keller (* 14. März 1813; † 23. September 1891) badischer Generalleutnant
- Emil Thoma (* 29. Mai 1854 im Stadtteil Krensheim; † 22. Mai 1932), Bürgermeister von Freiburg im Breisgau
- Fritz Steinbach (* 17. Juni 1855; † 13. August 1916), Brahms-Dirigent, Hofkapellmeister und Komponist
- Josef Brönner (* 12. Mai 1884; † 21. Januar 1958), Politiker (CDU), MdB
- Leo Waibel (* 1888 im Stadtteil Kützbrunn; † 1951 in Heidelberg), Geograph

### 20. Jahrhundert
- Josef Erbacher (* 8. April 1910; † 8. November 1974 in Hannover), Politiker, Mitglied des Niedersächsischen Landtages

## Weitere mit Grünsfeld in Verbindung stehende Personen

### 20. Jahrhundert
- Während der NS-Zeit ermordete Einwohner (1933–1945): Die während der Zeit des Nationalsozialismus von 1933 bis 1945 ermordeten Einwohner von Grünsfeld werden im Artikel der jüdischen Gemeinde Grünsfeld erwähnt.